# Aventino di Chartres
Aventino (... – Chartres, prima del 533) fu vescovo di Chartres, documentato nella prima metà del V secolo, venerato come santo dalla Chiesa cattolica.

## Biografia e culto
Questo santo vescovo figura al 15º posto nel catalogo dei vescovi di Chartres. Storicamente è documentato in una sola occasione, per la sua partecipazione al primo concilio di Orléans nel 511. Era già morto nel 533, poiché in quest'anno la sede di Chartres era occupata dal vescovo Eterio. Nel 1854 i suoi resti furono traslati nella chiesa di Santa Maddalena a Châteaudun.
Il nome di Aventino è menzionato nella vita di san Solenne, suo predecessore sulla cattedra di Chartres, che sarebbe stato suo fratello. La vita di Solenne racconta che, quando fu scelto da Clodoveo I come vescovo di Chartres, non accettò l'incarico e si diede alla fuga. Allora fu scelto Aventino, che ricevette la consacrazione episcopale. Quando Solenne fu trovato e costretto ad accettare l'incarico, Aventino si ritirò a Châteaudun, per poi succedere a Solenne quando questi morì.
Il Martirologio Romano lo ricorda il 4 febbraio con queste parole: